# Ptychochrominae
Die Ptychochrominae sind eine Unterfamilie der Buntbarsche (Cichlidae). Es gibt zusammen 16 bekannte Arten madagassischer Cichliden aus dieser Unterfamilie, die in fünf Gattungen stehen.
Alle madagassischen Buntbarsche haben eine typische Buntbarschgestalt mit einem mäßig hochrückigen Körper, einem großen Kopf und einem wenig tief gespaltenen Maul. Die Fische werden 18 bis 35 Zentimeter lang. Alle Arten leben ausschließlich auf Madagaskar, viele endemisch in nur wenigen Flüssen und Seen.

## Gefährdung
Durch die Einfuhr fremder Fischarten, wie Tilapien, Forellenbarsche, Riesenguramis, Karpfen, Gambusen und Guppys, die mit den Buntbarschen um Nahrung konkurrieren bzw. deren Junge fressen sind die meisten Arten gefährdet. Einige Arten sind wahrscheinlich schon ausgestorben. Verschiedene Institutionen versuchen durch Erhaltungszuchten die Madagassischen Buntbarsche vor dem Aussterben zu bewahren.
Madagassische Buntbarsche sind Substratlaicher, die ihre Eier meist offen auf einen Stein legen.

## Gattungen und Arten
- Katria Stiassny & Sparks, 2006
  - Katria katria (Reinthal & Stiassny, 1997)
- Oxylapia Kiener & Mauge, 1966
  - Oxylapia polli Kiener & Mauge, 1966
- Paratilapia Bleeker, 1868 (Syn.: Paracara Bleeker, 1878)
  - Paratilapia polleni Bleeker, 1868
- Ptychochromis Steindachner, 1880
  - Ptychochromis curvidens Stiassny & Sparks, 2006
  - Ptychochromis ernestmagnusi Sparks & Stiassny, 2010
  - Ptychochromis grandidieri Sauvage, 1882
  - Ptychochromis inornatus Sparks, 2002
  - Ptychochromis insolitus Stiassny & Sparks, 2006
  - Ptychochromis loisellei Stiassny & Sparks, 2006
  - Ptychochromis mainty Martinez et al., 2015
  - Ptychochromis makira Stiassny & Sparks, 2006
  - Ptychochromis oligacanthus Bleeker, 1868
  - Ptychochromis onilahy Stiassny & Sparks, 2006
- Ptychochromoides Kiener & Mauge, 1966
  - Ptychochromoides betsileana (Boulenger, 1899)
  - Ptychochromoides itasy Sparks, 2004
  - Ptychochromoides vondrozo Sparks & Reinthal, 2001